# Oratorium im. bł. Bronisława Markiewicza w Toruniu
Oratorium im. bł. Bronisława Markiewicza w Toruniu – placówka opiekuńczo-wychowawcza, prowadzona przez Zgromadzenie Świętego Michała Archanioła, mieszcząca się przy ul. Rybaki 59 w Toruniu. Została otwarta 29 września 1993 roku. Zajmuje się opieką nad dziećmi i młodzieżą pochodzącą z rodzin zmagających się z dysfunkcjami lub niskim statusem materialnym. Od 1994 roku oratorium organizuje imprezę plenerową pn. MICHAYLAND, odbywającą się w pierwszą sobotę czerwca w parku na Bydgoskim Przedmieściu. W latach 1993–2018 z pomocy duchownych i opiekunów skorzystało ok. 3 tys. dzieci i nastolatków. Z okazji 25-lecia powstania, w 2018 roku Oratorium otrzymało Medal „Thorunium”.